# 参议院 (尼日利亚)
参议院（Senate）是尼日利亚议会的上议院。共有109名参议员组成：尼日利亚36个州分别被分割成3个参议院选区，每个选区选出一名参议员；联邦首都特区只选出1名参议员。尼日利亚参议院议长是参议院的领导人员，主要职责是指导和规范参议院议程。目前的参议院议长是来自全体进步大会党的参议员Ahmed Ibrahim Lawan。
下议院为尼日利亚众议院。